# 黃卓玲
黄卓玲（英語：Ruby Wong Chuek Ling，1979年7月4日—），香港前女演員、電視主持人及模特兒，曾於1995-1997年间担任全职时装模特儿，期间曾拍摄多个广告，包括：雀巢咖啡、博士伦隐形眼睛、和记传讯、大通信用卡、香港电讯、崇光百货公司、怡东酒店、美国运通信用卡等等。1997年曾获提名香港电影金像奖最佳新人奖。2005年，黃卓玲結婚後正式淡出影視圈。

## 电影
- 1994年《重案實錄紙醉金迷》
- 1995年《無味神探》
- 1997年《十萬火急》
- 1997年《一個字頭的誕生》
- 1997年《愛您愛到殺死你》
- 1997年《四月四日》
- 1998年《戀戀瓊瑤》
- 1998年《非常突然》
- 1999年《舞廳》饰演丽华妈
- 1999年《暗戰》國際刑警主管
- 1999年《再見阿郎》饰演林小雪
- 2000年《鬼同你玩》饰演Carman
- 2000年《鎗王》饰演郭丽怡/Colleen
- 2001年《暗戰2》國際刑警主管
- 2001年《走投有路》
- 2001年《重裝警察》饰演Don女友
- 2001年《遠走高飛》
- 2001年《廢柴同盟》饰演Hidy
- 2001年《怪獸學園》饰演扫帚头
- 2002年《當男人變成女人》 饰演Ruby
- 2003年《PTU》饰演张丽君
- 2003年《西貢的童話》饰演阿珍
- 2003年《甘田一豪宅謀殺案》
- 2003年《奇逢敵手》
- 2004年《鎗火行動》

## 電視劇（無綫電視）
- 1998年《廉政行动1998》飾 周潔
- 2003年《律政新人王》飾 郭艷娜 Angela
- 2003年《繾綣仙凡間》飾 柳如仙
- 2003年《撲水冤家》飾 尹小玲
- 2004年《廉政行动2004》飾 何明美（以權謀私篇）

## 電視劇（亞洲電視）
- 1999年《我和僵尸有个约会II》 飾 女媧

## 電視劇（香港電台）
- 1998年《IT档案》

## 節目主持
- 1998年《无情火》
- 2003年《紀律精英怒雪狂奔》

## 廣播劇
- 2001年《玫瑰奴隸王》

## 外部連結
- 黃卓玲在香港影庫上的簡介